# Gmina Kolga-Jaani
Gmina Kolga-Jaani (est. Kolga-Jaani vald) – gmina wiejska w Estonii, w prowincji Viljandi.
W skład gminy wchodzi:
- Alevik: Kolga-Jaani.
- 15 wsi: Eesnurga, Järtsaare, Kaavere, Lalsi, Leie, Lätkalu, Meleski, Oiu, Otiküla, Odiste, Oorgu, Parika, Taganurga, Vaibla i Vissuvere.